# Maritiem Museum Curaçao
Het Maritiem Museum Curaçao is een scheepvaartmuseum in de wijk Scharloo van Willemstad (Curaçao).
De permanente tentoonstelling, bestaande uit authentieke nautische kaarten, scheepsmodellen en navigatieapparatuur, illustreert vijfhonderd jaar maritieme geschiedenis van Curaçao. Het museum werkt samen met de Stichting Marine Archeologie Curaçao (Stimacur) aan exposities, onderzoek en publicaties. Het heeft ook onderzoek verricht naar de geschiedenis van de Holland-Amerika Lijn en van de Koninklijke Nederlandse Stoomboot-Maatschappij. Samen met Caribpublishing geeft het museum een reeks boeken uit over de geschiedenis van Curaçao.